# Paulo César Arruda Parente
Paulo César Arruda Parente (Osasco, Brasil, 26 de agosto de 1978) es un exfutbolista brasileño que actualmente ejerce de entrenador. Llegó a ser internacional con la Selección de fútbol de Brasil en 3 partidos internacionales. No llegó a disputar ningún Mundial debido a sus continuas lesiones, y finalmente renunció a la Selección por temas personales. 

## Clubes

### Como jugador
| Club                | País    | Año       |
| ------------------- | ------- | --------- |
| Nacional-SP         | Brasil  | 1995      |
| Flamengo            | Brasil  | 1996      |
| Fluminense          | Brasil  | 1997      |
| Vitória             | Brasil  | 1998      |
| Botafogo            | Brasil  | 1999      |
| Vasco da Gama       | Brasil  | 1999      |
| Fluminense          | Brasil  | 2000-2002 |
| Paris Saint-Germain | Francia | 2002-2004 |
| Santos              | Brasil  | 2004-2005 |
| Paris Saint-Germain | Francia | 2006-2007 |
| Toulouse            | Francia | 2007-2009 |
| Fluminense          | Brasil  | 2009      |
| Grêmio Prudente     | Brasil  | 2010      |
| São Caetano         | Brasil  | 2011      |
| Vila Nova           | Brasil  | 2011      |
| Audax               | Brasil  | 2012      |
| Taboão da Serra     | Brasil  | 2014      |

### Como entrenador
| Club      | País   | Año   |
| --------- | ------ | ----- |
| Juventude | Brasil | 2017- |

- Datos: Q3088450